# Lotte Brand Philip

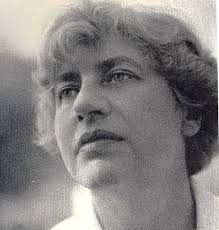
Lotte Brand Philip (Foto ohne Autor, ohne Datum)

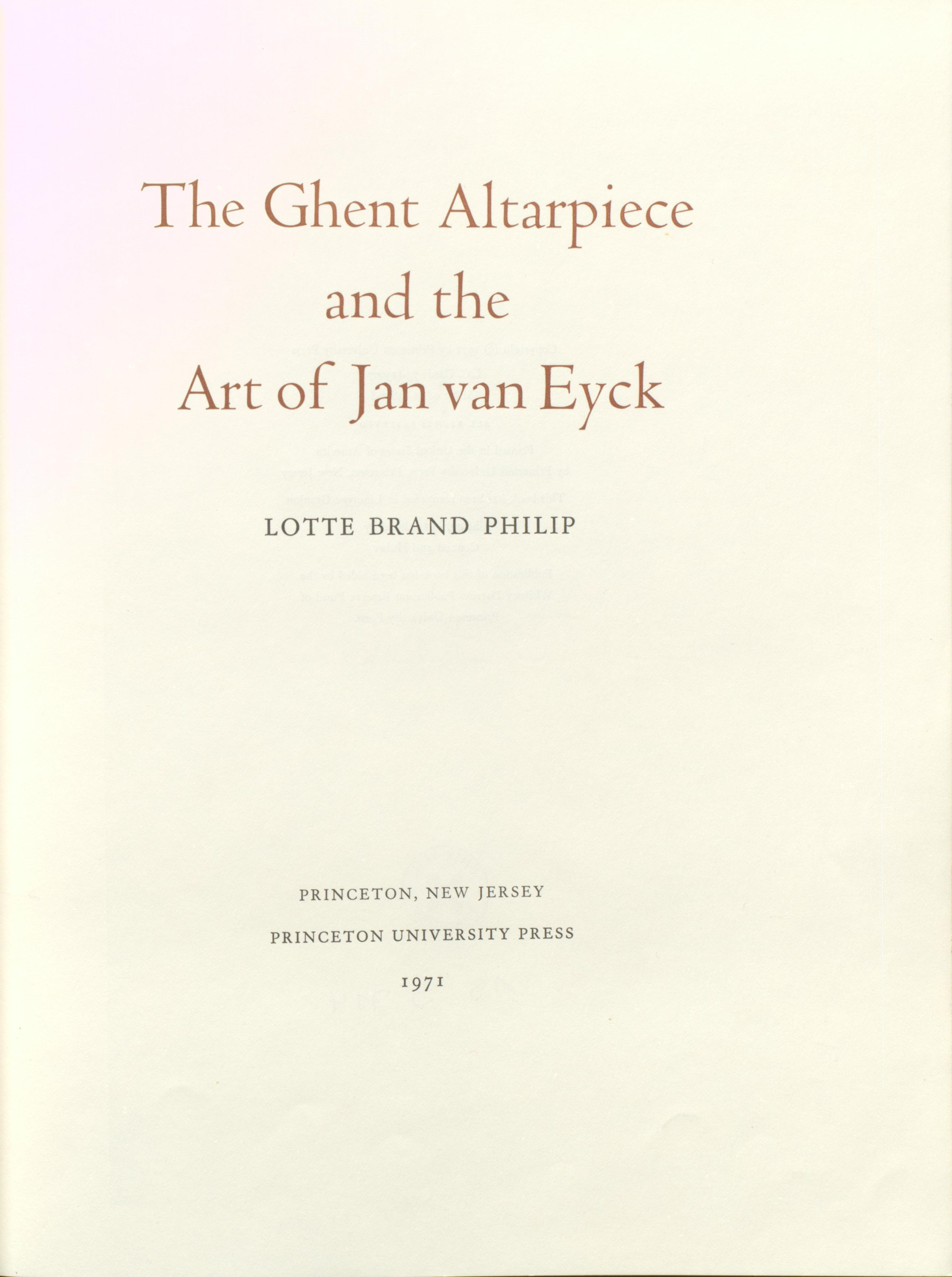
Untersuchung zum Genter Altar (1971)

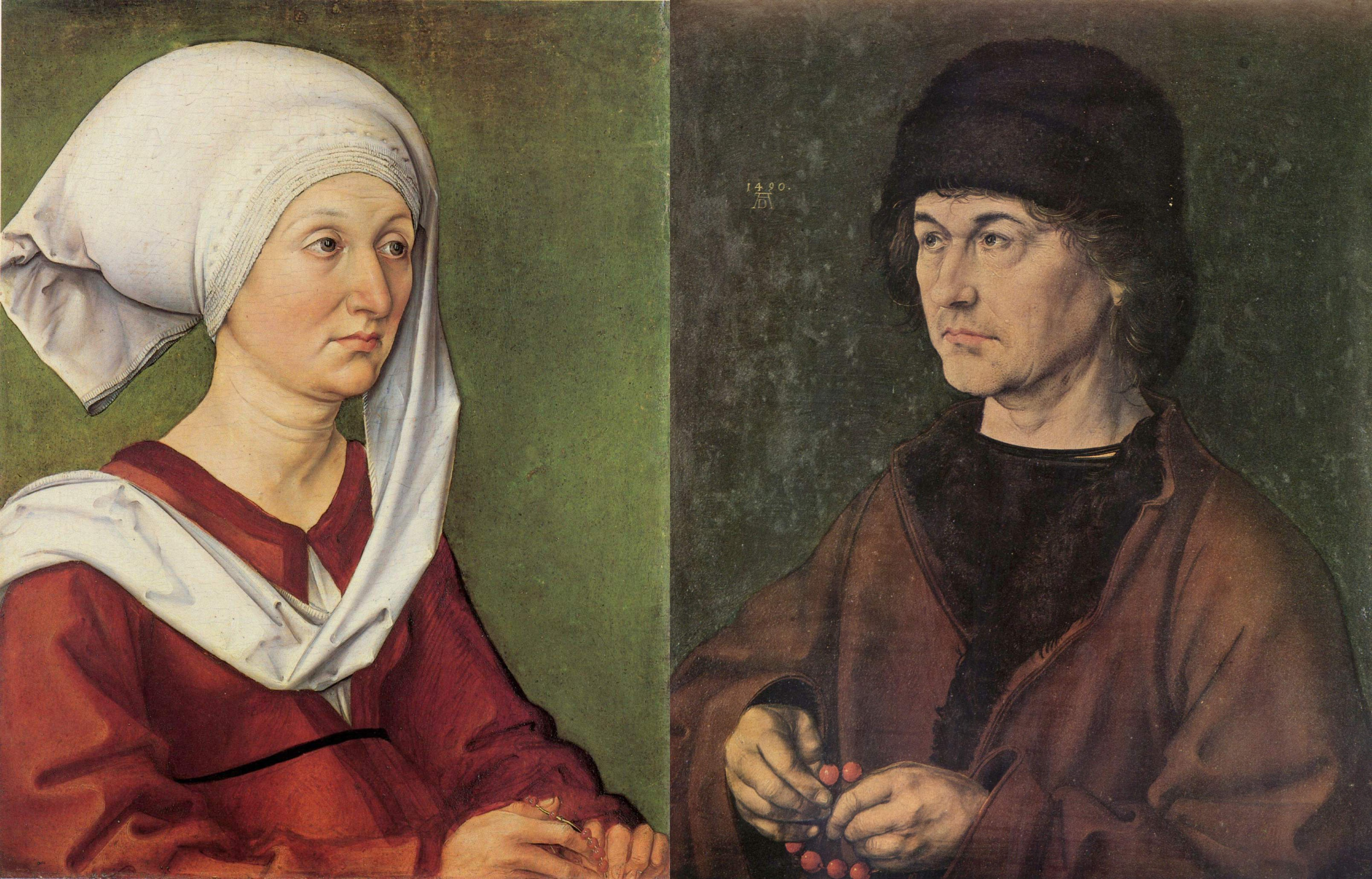
Albrecht Dürers Eltern (1480). Fotomontage zu einem Diptychon

Lotte Brand Philip (geboren 27. Mai 1910 in Altona; gestorben 2. Mai 1986 in New York City) war eine deutschamerikanische Kunsthistorikerin.

## Leben
Lotte Johanna Friederike Brand war eine Tochter des Reeders Friedrich Wilhelm Brand und der Anna Majud. Ihr Vater starb 1913, und die Mutter führte die Geschäfte der Reederei weiter. Sie wurde 1943 im Ghetto Theresienstadt ermordet. 
Brand studierte Kunstgeschichte, Archäologie und Geschichte an der Technischen Hochschule München, an der Universität Heidelberg sowie bei Erwin Panofsky an der Universität Hamburg. Sie schrieb ihre Dissertation 1937 an der Universität Freiburg im Breisgau bei Kurt Bauch über Stefan Lochners Altar der Stadtpatrone.
Otto H. Förster vermittelte ihr 1938 ein Volontariat am Wallraf-Richartz-Museum, 1940 war sie beim Kölnischen Kunstverein beschäftigt. Da sie wegen ihrer Zugehörigkeit zum Judentum Nachteile erwarten musste, ging sie 1941 eine Scheinehe mit dem Hamburger Juristen Herbert L. Philip (1909–1988) ein, und beide emigrierten auf getrennten Umwegen in die USA und lösten ihre Ehe alsbald wieder auf. Sie gelangte 1941 mit dem japanischen Auswandererschiff Hikawa Maru in die USA.
In Providence fand sie eine Lohnarbeit in einer Schmuckfabrik und stieg zur Kleiderschmuck-Designerin auf. Ab 1953 war sie nebenher auch wieder wissenschaftlich tätig und veröffentlichte 1955 eine Monografie über Hieronymus Bosch. Durch Vermittlung von William S. Heckscher wurde sie 1957 zu einer einjährigen Gastdozentur in die Niederlande eingeladen. 1959/60 hielt sie ein Gastseminar über Hieronymus Bosch am Bryn Mawr College und an der New School for Social Research. 1960 erhielt sie auf Vermittlung von Horst W. Janson eine feste Dozentur an der New York University, und 1961 begann ihre 25-jährige Karriere als Dozentin, ab 1969 als Professorin und ab 1980 als Emerita am Queens College in New York. Einer ihrer Studenten war Gary Schwartz. 1970 heiratete sie Otto H. Förster (1894–1975).
Brand Philip arbeitete über Jan van Eyck, Albrecht Dürer und Hieronymus Bosch. Sie machte sich durch neue Fragestellungen einen Namen. So sorgte sie dafür, dass zu dem Bild von Dürers Vater, das in den Uffizien hängt, ein bis dahin unidentifiziertes Frauenporträt aus dem Germanischen Nationalmuseum als das Porträt von Dürers Mutter kunstgeschichtlich an die Seite gestellt wurde.

## Schriften (Auswahl)
- Stephan Lochners Hochaltar von St. Katharinen zu Köln. Hamburg, 1938. Hochschulschrift Freiburg i. B., Phil. Diss., 1939
- The Ghent Altarpiece and the Art of Jan van Eyck. Princeton : Princeton University Press, 1971
- Lotte Brand Philip, Fedja Anzelewski: The portrait diptych of Dürer’s parents. In: Simiolus: Netherlands Quarterly for the History of Art, Volume 10, No. 1, 1978–79, S. 5–18
  - Das neu entdeckte Bildnis von Dürers Mutter : [Vortrag, gehalten ... anläßlich des 510. Geburtstages Albrecht Dürers am 21. Mai 1981 im Stadtmuseum Fembohaus]. Überarb., erw., von der Autorin ins Dt. übertr. Version eines erstmals Ende 1979 in engl. Sprache ersch. Aufsatzes. Nürnberg: Stadtgesch. Mus., 1981, S. 3–33